# Poorluck Minds the Shop
Poorluck Minds the Shop è un cortometraggio muto del 1914 diretto da Frank Wilson.

## Produzione
Il film fu prodotto dalla Hepworth.

## Distribuzione
Distribuito dalla Hepworth, il film - un cortometraggio di 106,02 metri - uscì nelle sale cinematografiche britanniche nel gennaio 1914. Negli Stati Uniti fu distribuito il 20 luglio dello stesso anno. In queste ultime proiezioni, veniva programmato con il sistema dello split reel, accorpato in un'unica bobina con un altro cortometraggio prodotto dalla Hepworth, la commedia Once Aboard the Lugger.
Si conoscono pochi dati del film che, prodotto dalla Hepworth, fu distrutto nel 1924 dallo stesso produttore, Cecil M. Hepworth. Fallito, in gravissime difficoltà finanziarie, il produttore pensò in questo modo di poter almeno recuperare il nitrato d'argento della pellicola.